# Ràdio cognitiva
La ràdio cognitiva és un paradigma de les comunicacions sense fils en la que els diferents dispositius emissors i receptors d'ones de ràdio canvien els seus paràmetres de transmissió o recepció per a comunicar-se eficientment sense interferir amb altres usuaris (amb llicència o sense). Aquesta alteració dels paràmetres es basa en el monitoratge actiu de moltíssims factors, com l'estat actual de l'espectre radioelèctric, de la xarxa, dels hàbits horaris de l'usuari, de la ubicació geogràfica...

## Història
La idea de la ràdio cognitiva es va presentar per primer cop oficialment en un article escrit per en Joseph Mitola III i Gerald Q. Maguire, Jr en 1999. Va ser una gran proposta al camp de les telecomuncacions sense fils que Mitola va descriure més tard com:
El punt en què els assistents personals digitals (PDAs) sense fils i les xarxes relacionades són, computacionalment, prou intel·ligents respecte als recursos de ràdio i a les corresponents comunicacions dipositiu a dispositiu com per a detectar les necessitats per a la comunicació de l'usuari i, en funció del context, proporcionar els recursos de ràdio i els serveis més apropiats per a cada cas.
Es considerava com un objectiu ideal al que les plataformes ràdio definides per software haurien d'evolucionar: un sistema "capsa negra" sense fils completament reconfigurable que canvia automàticament les seves variables de comunicació com a resposta a les necessitats actuals de l'usuari i de la xarxa.
Entitats reguladores de diferents països (incloent la Federal Communications Commission, als Estats Units, o Ofcom al Regne Unit) han observat que la major part d'espectre radioelèctric es troba desaprofitat. Per exemple, les bandes assignades a les xarxes cel·lulars es troben col·lapsades a la majoria de llocs del món, però les freqüències assignades a radioafeccionats o a la missatgeria instantània no. Estudis independents realitzats a diferents països confirmen aquesta observació i han arribat a la conclusió que la utilització de l'espectre depèn del temps i de l'espai.
Una assignació fixa de les bandes freqüencials impedeix que freqüències pràcticament sense utilitzar (les assignades a serveis específics) puguin ser aprofitades per usuaris ocasionals (sense autorització), encara que aquest aprofitament no produís cap interferència a l'usuari legítim d'aquella banda freqüencial gairebé desocupada.
Les ràdios cognitives sí que podrien aprofitar tots aquests marges freqüencials, ja que, al poder canviar automàticament les freqüències de transmissió o de recepció, poden deixar lliure un canal, saltant a un altre en cas que el seu propietari vulgui transmetre per ell.

## Terminologia
Depenent de raons històriques i dels paràmetres a l'hora de decidir els canvis a la transmissió i la recepció, trobem diferents tipus de ràdios cognitives. Els dos principals són:
- Ràdio cognitiva completa ("Mitola radio"): En la que qualsevol paràmetre possible observable des d'un node sense fils és tingut en compte.
- Ràdio cognitiva detectora d'espectre: Només es té en compte l'estat de l'espectre radioelèctric a l'hora de prendre les decisions.

A més, depenent de les parts de l'espectre utilitzades podem distingir:
- Ràdio cognitiva de banda amb llicència: En aquest cas s'utilitzen bandes amb llicència i sense, com la banda U-NII o les ISM. El IEEE 802.22 està desenvolupant un estàndard que permetrà emprar canals inutilitzats de televisió en zones rurals.[5]
- Ràdio cognitiva de Banda sense llicència: només pot utilitzar parts sense llicència (no reservades) de l'espectre. Un sistema així està especificat en les recomanacions del IEEE 802.15.2,[6] que parla de la coexistència de dispositius Wi-Fi i Bluetooth.

## Tecnologia
Encara que la ràdio cognitiva es va idear com una extensió de les ràdios definides per software (Ràdio Cognitiva completa), la major part del treball d'investigació actualment se centra en les "Ràdios cognitives detectores d'espectre", particularment a les bandes de TV. El principal problema d'aquestes ràdios és dissenyar aparells de detecció d'espectre d'alta qualitat o algoritmes per intercanviar dades sobre l'estat de l'espectre entre nodes. S'ha demostrat que un simple detector d'energia no pot garantir la correcta detecció dels senyals, pel que calen tècniques més sofisticades de detecció d'espectre, i un intercanvi regular de dades entre els nodes. Incrementar el nombre de nodes detectors cooperant entre ells, fa disminuir la probabilitat de falses deteccions.
Omplir les bandes de freqüència buides utilitzant OFDMA és una bona opció. Timo A. Weiss i Fiedrich K. Jondral de la universitat de Karlsruhe han proposat un sistema de Spectrum Pooling en el que les bandes lliures detectades s'omplen immediatament amb subcanals OFDMA.

### Funcions principals
Les funcions principals de les ràdios cognitives són:
- Detecció d'espectre: Un requeriment molt important per a les ràdios cognitives és el de detectar l'espectre desaprofitat i utilitzar-lo sense provocar interferències negatives sobre altres comunicacions. La millor manera per a trobar 'forats' a l'espectre és detectant als usuaris principals. Les tècniques per a detectar l'espectre es poden dividir en tres categories:
  - Detecció de transmissions: Les ràdios cognitives han de tenir la capacitat de determinar si hi ha un senyal d'algun usuari utilitzant una part concreta de l'espectre.
  - Detecció cooperativa: Diferents usuaris de ràdio cognitiva intercanvien informació sobre la detecció d'usuaris principals.
  - Detecció basada en interferències.

- Administració de l'espectre: Utilitzar l'amplada de banda espectral que encaixi millor amb la qualitat de servei (QoS) requerida per l'usuari d'entre totes les amplades de banda disponibles. L'administració d'espectre consta de dues parts diferenciades: l'"anàlisi d'espectre" i la "decisió d'espectre".
  - Anàlisi d'espectre: Identificar les característiques de cada banda disponible per a saber els avantatges o inconvenients d'utilitzar-la per a transmetre (retards, probabilitat d'error...)
  - Decisió d'espectre: Comparar les característiques de cada una de les bandes amb els requeriments de QoS de l'usuari i valorar quina és la millor opció.

- Mobilitat espectral: El procés amb el que una ràdio cognitiva canvia la seva freqüència d'operació. Les ràdios cognitives estan ideades per a canviar de banda constantment a altres de millors, d'una forma imperceptible per a l'usuari.

- Compartir l'espectre: Trobar un mètode esquemàtic de distribució espectral que sigui equitatiu i just entre tots els usuaris de ràdio cognitiva és un dels majors reptes. Semblant als problemes genèrics d'accés al medi (MAC) en els sistemes d'avui dia.

### Ràdio cognitiva (CR) i Antenes intel·ligents (IA)
Les Antenes intel·ligents fan servir una tecnologia de diversitat espacial per a cancel·lar interferències, però es necessiten diverses antenes cooperant. Per altra banda, les ràdios cognitives permeten als terminals detectar si una part de l'espectre està sent utilitzada o no, i compartir l'espectre entre usuaris veïns.
Aquesta taula compara diferents punts entre aquestes dues alternatives de futur per a les comunicacions sense fils: Ràdio cognitiva i Antenes intel·ligents.
|                               | Radio cognitiva (CR)                                     | Antena intel·ligent (IA)                                                           |
| ----------------------------- | -------------------------------------------------------- | ---------------------------------------------------------------------------------- |
| Objectiu principal            | Compartir i aprofitar l'espectre freqüencial             | Reutilització espacial                                                             |
| Processament d'interferències | Les evita detectant l'espectre                           | Les cancel·la amb una pre/post codificació espacial                                |
| Infraestructura               | Detector d'espectre i radiofreqüència multibanda         | Arrays d'antenes múltiples o cooperatives                                          |
| Reptes algorítmics            | Tecnologia d'administració d'espectre                    | Tecnologia intel·ligent de formació de raigs i codificació espacial                |
| Tècniques aplicades           | Software de ràdios cognitives                            | Codis Dirty-Paper i Wyner-Ziv                                                      |
| Basats en:                    | Modulació ortogonal                                      | Petites cel·les                                                                    |
| Tecnologia competitiva        | Banda Ultra-Ample per la utilització d'altes freqüències | Multi-sectorització (3, 6, 9, i successius) per a un major reaprofitament espacial |
| Resum                         | Tecnologia cognitiva per a compartir espectre            | Tecnologia de reutilització intel·ligent d'espectre                                |

En conclusió podem dir que les ràdios cognitives i les antenes intel·ligents tenen diferents objectius. Les primeres busquen formes efectives per a fer servir tot l'amplada de banda possible entre tots els usuaris, mentre que les segones busquen la forma d'aprofitar millor l'amplada de banda que fem servir actualment, mitjançant codificacions i algorismes per a eliminar interferències.